# 阿佐ヶ谷ワイド!!
『阿佐ヶ谷ワイド!!』（あさがやワイド）は、テレビ朝日で2022年4月8日（7日深夜）から2023年3月31日（30日深夜）までバラバラ大作戦内で放送されていたバラエティ番組。阿佐ヶ谷姉妹の冠番組。

## 概要
阿佐ヶ谷姉妹が全編阿佐ヶ谷から送る、地域密着型バラエティ。
主に、視聴者から寄せられた疑問・困り事を解決するロケを行っていた。
2023年3月をもって放送を終了した。

## 出演者
- 阿佐ヶ谷姉妹（渡辺江里子、木村美穂）

## 放送リスト
| 2022年放送分 | 2022年放送分 | 2022年放送分                                                                          |
| 回           | 放送日       | サブタイトル                                                                          |
| ------------ | ------------ | ------------------------------------------------------------------------------------- |
| 1            | 04月08日     | 阿佐ヶ谷からお送りする番組ロゴの題字がないことを解決したいわね!                       |
| 2            | 04月15日     | 阿佐ヶ谷からお送りする番組なのにまだ阿佐ヶ谷でも知名度が低いことを解決したいわね      |
| 3            | 04月22日     | 阿佐ヶ谷に引っ越しを考えている方がどこに住むか？を解決したいわね                      |
| 4            | 04月29日     | 阿佐ヶ谷でTシャツが仏間を占拠していることを解決したいわね！                           |
| 5            | 05月06日     | 阿佐ヶ谷の老舗銭湯の旦那さんがお疲れなのを解決したいわね！                            |
| 6            | 05月13日     | 阿佐ヶ谷の人気ナポリタン店がいつまで休業するのか？を解決したいわね！                  |
| 7            | 05月20日     | 阿佐ヶ谷の小学生たちの思い出不足を解決したいわね!                                     |
| 8            | 05月27日     | 阿佐ヶ谷にあるお宅の池にボウフラが湧くのを解決したいわね！                            |
| 9            | 06月03日     | 阿佐ヶ谷の「健ちゃん会館」がどんな所なのか？を解決したいわね！                        |
| 10           | 06月10日     | 阿佐ヶ谷のおでん屋さんのシャッターがなぜ派手か？を解決したいわね！                    |
| 10           | 06月10日     | 阿佐ヶ谷のお茶店に置かれたオタマジャクシの謎を解決したいわね!                         |
| 11           | 06月17日     | 阿佐ヶ谷の商店街の5時のメロディを作って悩みを解決したいわね！                         |
| 12           | 07月01日     | 阿佐ヶ谷で阿佐ヶ谷住民とバラバラ大選挙「阿佐ヶ谷ワイド!!」必勝祈願                    |
| 13           | 07月08日     | 阿佐ヶ谷で恋愛が長続きしないことを解決したいわね！                                    |
| 14           | 07月22日     | 阿佐ヶ谷を離れるご家族の思い出にカレンダーを作ってあげたいわね                        |
| 15           | 07月29日     | 阿佐ヶ谷住民に手土産を購入してバラバラ大選挙のお礼ができていないことを解決したいわね! |
| 16           | 08月05日     | 阿佐ヶ谷で開く50回目の「盆踊り大会」に目玉企画がないことを解決したいわね! 前編        |
| 17           | 08月12日     | 阿佐ヶ谷で開く50回目の「盆踊り大会」に目玉企画がないことを解決したいわね! 後編        |
| 18           | 08月19日     | 阿佐ヶ谷ワイド!!の大沢プロデューサーにパンを作ってお礼をしたいわね！                  |
| 19           | 09月02日     | 阿佐ヶ谷にある世界的な卓球メーカー「タマス」がどんなところなのか解決したいわね!       |
| 20           | 09月09日     | 阿佐ヶ谷駅北口にある時計のズレを解決したいわね！                                      |
| 21           | 09月16日     | 阿佐ヶ谷に住むマネージャーさんのタレントを想う親心を応援したいわね！                  |
| 22           | 09月23日     | 阿佐ヶ谷に住むイタズラ好きの母をなんとかしたいわね！                                  |
| 23           | 09月30日     | 阿佐ヶ谷に住む小学3年生の男の子にモテる男になってもらうため手助けしたいわね！         |
| 24           | 10月07日     | 阿佐ヶ谷のたい焼き屋さんがなぜ阿佐ヶ谷にお店を構えるか調査したいわね！                |
| 25           | 10月14日     | 阿佐ヶ谷の中学陸上部3年生の思い出にアルバムを作ってあげたいわね！                     |
| 26           | 10月21日     | 阿佐ヶ谷の境界線を歩いてどこまでが阿佐ヶ谷なのか解決したいわね！                      |
| 27           | 10月28日     | 阿佐ヶ谷ワイド!!スタッフのロケ用の冬服がないことを解決したいわね！                    |
| 28           | 11月04日     | 阿佐ヶ谷でどんぶりにハマった非売品のお皿を救出したいわね！                            |
| 29           | 11月11日     | 阿佐ヶ谷の道がくねくね曲がっている理由を知りたいわね！                                |
| 30           | 11月18日     | 阿佐ヶ谷で色々な国のお店を巡って海外旅行の気分を味わいたいわね！                      |
| 31           | 12月02日     | 阿佐ヶ谷のご家庭に伝わる料理のレシピを後世に残したいわね！                            |
| 32           | 12月09日     | 阿佐ヶ谷の境界線を歩いてどこまでが阿佐ヶ谷なのか解決したいわね！パート２              |
| 33           | 12月16日     | 阿佐ヶ谷の商店街のスタンプラリーに参加して盛り上げたいわね！                          |
| 34           | 12月23日     | 阿佐ヶ谷でなぜ東京ばな奈が誕生したか知りたいわね！                                    |

| 2023年放送分 | 2023年放送分 | 2023年放送分                                                           |
| 回           | 放送日       | サブタイトル                                                           |
| ------------ | ------------ | ---------------------------------------------------------------------- |
| 35           | 01月13日     | 阿佐ヶ谷で「阿佐ヶ谷かるた」を作りたいわね！〜あ行編〜                 |
| 36           | 01月20日     | 阿佐ヶ谷住民が撮影した写真が心霊写真なのか？解決したいわね！           |
| 37           | 01月27日     | 阿佐ヶ谷で色々なお店を巡って海外旅行の気分を味わいたいわね！第２弾     |
| 38           | 02月03日     | 阿佐ヶ谷でご主人のイビキ問題を解決したいわね！                         |
| 39           | 02月10日     | 阿佐ヶ谷の境界線を歩いてどこまでが阿佐ヶ谷なのか解決したいわね！完結編 |
| 40           | 02月17日     | 阿佐ヶ谷以外にお住まいの方になぜ阿佐ヶ谷に来たのか？聞いてみたいわね！ |
| 41           | 02月24日     | 阿佐ヶ谷の消防署に潜入して火災予防の知識を広めたいわね！               |
| 42           | 03月03日     | 阿佐ヶ谷の幼稚園で歌を歌って子どもたちを喜ばせたいわね！               |
| 43           | 03月10日     | 阿佐ヶ谷駅前の木がどれくらいの高さか知りたいわね！                     |
| 44           | 03月17日     | 阿佐ヶ谷で解決したお悩みがその後どうなっているか知りたいわね！         |
| 45           | 03月24日     | 阿佐ヶ谷で30年続いたラーメン店の閉店日にお店のお手伝いをしたいわね！   |
| 最終         | 03月31日     | 阿佐ヶ谷の住民の皆様に番組終了のご報告をしなくちゃね                   |

## ネット局
| 放送対象地域 | 放送局              | 系列           | 放送期間                     | 放送時間                     | ネット状況 | 備考          |
| ------------ | ------------------- | -------------- | ---------------------------- | ---------------------------- | ---------- | ------------- |
| 関東広域圏   | テレビ朝日（EX）    | テレビ朝日系列 | 2022年4月8日 - 2023年3月31日 | 金曜 2:16 - 2:36（木曜深夜） | 【制作局】 | 【制作局】    |
| 山口県       | 山口朝日放送（yab） | テレビ朝日系列 | 2022年10月2日 - 不明         | 月曜 11:15 - 11:35           | 遅れネット | [ 51 ] [ 52 ] |
| 宮城県       | 東日本放送（khb）   | テレビ朝日系列 | 2023年1月15日 - 5月21日      | 日曜 10:30 - 10:53           | 遅れネット |               |
| 石川県       | 北陸朝日放送（HAB） | テレビ朝日系列 | 不明                         | 日曜 11:00 - 11:20           | 遅れネット | [ 54 ]        |
| 大分県       | 大分朝日放送（OAB） | テレビ朝日系列 | 不明                         | 日曜 15:20 - 15:45           | 遅れネット | [ 55 ]        |

## スタッフ
- 構成：中野俊成
- カメラ：石川泰之
- 音声：染谷一輝
- CG：海原真希子
- 編集：山内靖太郎
- MA：樋口奈巳、佐々木小都美
- 音効：高橋健人
- 編成：宇喜多宏美、大塚脩平
- 宣伝：森千明
- 技術協力：MJ
- 制作協力：太陽カンパニー
- 制作スタッフ：飯田瀬梨奈、新川愛奈
- ディレクター：竹嶋正明、渕上航平、大阿久知浩、栗山彩、藤本達也
- 演出：山田俊介
- プロデューサー：加藤卓也、大澤宏一郎、奥貫由佳
- ゼネラルプロデューサー：久保信広
- 制作：テレビ朝日ソリューション本部コンテンツ編成局第2制作部
- 制作著作：テレビ朝日

### 過去のスタッフ
- 編成：岡村地郎、三浦靖雄
- 制作スタッフ：下楠薗純葉、有水晃大、奥村咲甫
- プロデューサー：大沢解都、藤井裕久、和田美奈子
- ゼネラルプロデューサー：樋口圭介